# Agonopterix putridella
Agonopterix putridella is een vlinder uit de familie grasmineermotten (Elachistidae). De wetenschappelijke naam is voor het eerst geldig gepubliceerd in 1775 door Denis & Schiffermüller.
De soort komt voor in Europa.